# Kenai (Alasca)
Kenai é uma cidade localizada no estado americano de Alasca, no Distrito de Kenai Peninsula. A cidade foi fundada em 1791.

## Demografia
Segundo o censo americano de 2000, a sua população era de 6942 habitantes.
Em 2006, foi estimada uma população de 7533, um aumento de 591 (8.5%).

## Geografia
De acordo com o United States Census Bureau tem uma área de 92,0 km², dos quais 77,4 km² cobertos por terra e 14,6 km² cobertos por água.

## Localidades na vizinhança
O diagrama seguinte representa as localidades num raio de 24 km ao redor de Kenai.